# Franz Xaver Woschitka
Franz Xaver Woschitka (* 1728 in Wien; † 3. November 1796 in München) war ein österreichischer Komponist, Violoncellist, Geiger und Musikpädagoge. Er galt zu seiner Zeit als einer der besten Violoncellisten.

## Leben und Werk
Franz Xaver Woschitka bildete sich zunächst zum Violoncellisten aus. Er diente dann von 1751 bis 1755 in der Schweriner Hofkapelle. Er erhielt dort auch Saitengeld für sein Violoncello- und für sein Violinspiel. Anschließend ging er an die Münchener Hofkapelle unter Kurfürst Maximilian III. Joseph, wo er Kapellmitglied und Kammermusikus wurde. Kurfürst Maximilian Joseph war ein begeisterter Gambenspieler und Franz Xaver Woschitka musste ihm hierfür zahlreiche Kompositionen liefern.
Franz Xaver Woschitka gehörte zu den ersten Komponisten im süddeutschen Raum, die sich der Gattung des Streichquartettes zuwandten. Seine Kompositionen folgten dem modisch galanten Stil und wiesen in gewisser Hinsicht auf Wolfgang Amadeus Mozart. 1777 führte Woschitka den jungen Mozart beim Kurfürsten ein.